# 芳賀日向
芳賀 日向（はが ひなた、1956年 - ）は日本・世界の祭り写真家。

## 人物
芳賀日向は長野県生まれ、父は芳賀日出男。成蹊大学法学部法律学科を卒業後、アメリカに留学し西イリノイ州立大学文化人類学科を卒業。大学時代にはヨット競技で「ファイアーボール級」（ディンギー） 全日本8位の経歴がある。
写真家として祭りや民族、文化をとらえ、47カ国超で取材する。公益社団法人日本写真家協会および日本旅行作家協会、写真文化協会、儀礼文化学会、全日本郷土芸能協会の会員である。修験者として芳賀陽晃名義の免許取得。現職は株式会社芳賀ライブラリー代表取締役社長である。
趣味は合気道四段、料理が得意で「鰺のなめろう」をよく作る。

## 活動
1990年代より海外の祭りを取材、その中から10年にわたり世界の謝肉祭を撮りためた作品の展覧会を2007年半ばから2008年にキヤノンギャラリーで開く。 2008年上期には芳賀日出男、芳賀八城と合同展を催す。2012年6月から7月にかけて東北の夏祭りをテーマに、相馬野馬追や八戸三社大祭など2011年に撮影した35点あまりがカメラメーカーの画廊で展示される。
鹿児島市おはら祭写真コンテスト審査委員長、キタムラ「日本の祭り写真コンテスト」審査員。

## 著作
著書

- 『日本の祭り大図鑑 : 知れば知るほどおもしろい! : 由来・歴史・見どころがわかる』、PHP研究所、2012年。ISBN 978-4-569-78205-8。
- 『ヨーロッパの民族衣装』〈衣装ビジュアル資料〉第1巻、2013年、グラフィック社。
- 『アジア・中近東・アフリカの民族衣装』〈衣装ビジュアル資料〉第2巻、2013年、グラフィック社。
- 「祭りを撮る」『週刊日本の祭り』、朝日新聞社、全30巻[1]。
- 『日本の祭り : 行ってみたい撮ってみたい』〈旅行読売mook〉、ナイスク (編集)、旅行読売出版社、2016年、ISBN 9784897523132。
- 『祭りを撮る : 祭りのプロが教える!どこ見る?どう撮る?』〈旅行読売mook〉、ナイスク (編集)、旅行読売出版社、2016年、ISBN 9784897523156。

児童書

- 『日本全国祭り図鑑 : これで君も祭りの達人!』、フレーベル館、2017年、2018年、ISBN 9784577045299。
  - 西日本編 全国書誌番号:22977993。
  - 東日本編 全国書誌番号:23010277。
- 西山雅子、中垣ゆたか、芳賀日向『さがしてみつけてなんじゃこりゃ!まつり』、ひさかたチャイルド、2018年、ISBN 9784865491340。

定期刊行物

- 芳賀日向、山内民興「静止画像検索とハイビジョンへの収録」 (美術館・博物館のドキュメンテーション)『情報の科学と技術』、1992年、第42巻第7号、615–621頁、doi:10.18919/jkg.42.7_615。
- 「芸能の舞台(4)延方相撲」『藝能』、藝能学会、2001年3月、第7巻、84-85頁、図巻頭2頁。
- 「写真家・芳賀日出男の写真への思い」 (平成三十年度芸能セミナー「折口芸能史と写真・映画」)『藝能』、藝能学会、2019年3月、第25巻、18-22頁。
- 「祭りのゆくえ (特集 祭り : 非日常と祈りの文化)」『建設コンサルタンツ協会会誌』2019年7月、第284号、26–29頁。掲載誌別題：Civil engineering consultant。

連載

- 産経新聞「祭りの味」[7][要出典]。
- 日本経済新聞『地球ハレの日』[1](2007年時点)、47カ国を取材。

監修

- 『日本全国祭り撮影年鑑』〈タツミムック〉、2013年版–。
  - 『日本の祭り』〈タツミムック〉、辰巳出版、2012年–。
- 『日本の祭りがまるごとわかる本』〈Shinyusha mook〉、晋遊舎、2013年、ISBN 9784863918016。
- 『日本の祭り = Festivals in Japan, "MATSURI"』〈読売mook〉、旅行読売出版社、2015年–。